# Samuel Pontinus
Samuel Pontinus, född 24 september 1658 i Stockholm, död 10 april 1712 i Vadstena, var en svensk präst.

## Biografi
Pontinus föddes 24 september 1658 i Stockholm. Han var son till biskopen Magnus Johannis Pontin i Linköping. År 1670 blev Pontinus student vid Åbo akademi och 22 juli 1674 vid Uppsala universitet (Stockholms nation). Pontinus reste 1681 till Tyskland, Holland och England. 12 december 1682 blev han filosofie magister vid Uppsala universitet. Pontinus blev 16 mars 1683 lektor i filosofi vid Linköpings gymnasium. År 1686 blev han lektor i latin. Pontinus blev 10 april 1689 kyrkoherde i Vadstena församling och kontraktsprost i Aska och Dals kontrakt. Pontinus avled 10 april 1712 i Vadstena och begravdes 14 maj samma år i Vadstena Klosterkyrka.

### Familj
Pontinus gifte sig första gången 1682 med Maria Tunander (1659-1700), dotter till Daniel Tunander och Catharina (död 1693). Tunanader och Pontinus fick tillsammans barnen Anna Pontin (född 1683), notarien Magnus Pontin (1684-1716) i Stockholm, Nils Pontin (1685-1711), kyrkoherden David Pontin (1687–1736) i Törnevalla församling, Helena Maria Pontin (1690-1691) och Helena Maria Pontin som var gift med komministern M. Hasselqvist i Törnevalla församling.
Pontinus gifte sig andra gången med Ingeborg Olofsdotter (död 1717).

### Gravsten
Pontinus begravdes i Vadstena klosterkyrka. Gravsten ligger vid kyrkans kor.

### Manuskript
- Iter per Belgiam perque Rhenum.
- Iter Angelicum.
- Iter Basileense.